# Inowrocław (gmina wiejska)
Inowrocław – gmina wiejska w Polsce położona w województwie kujawsko-pomorskim, w powiecie inowrocławskim.
W latach 1975–1998 gmina administracyjnie należała do województwa bydgoskiego. Do 1954 r. gmina Inowrocław-Wschód i gmina Inowrocław-Zachód.
Siedzibą gminy jest Inowrocław.
Według danych z 30 czerwca 2004 gminę zamieszkiwało 11 097 osób.

## Struktura powierzchni
Według danych z roku 2002 gmina Inowrocław ma obszar 171,05 km², w tym:
- użytki rolne: 85%
- użytki leśne: 2%

Gmina stanowi 13,96% powierzchni powiatu.

## Demografia

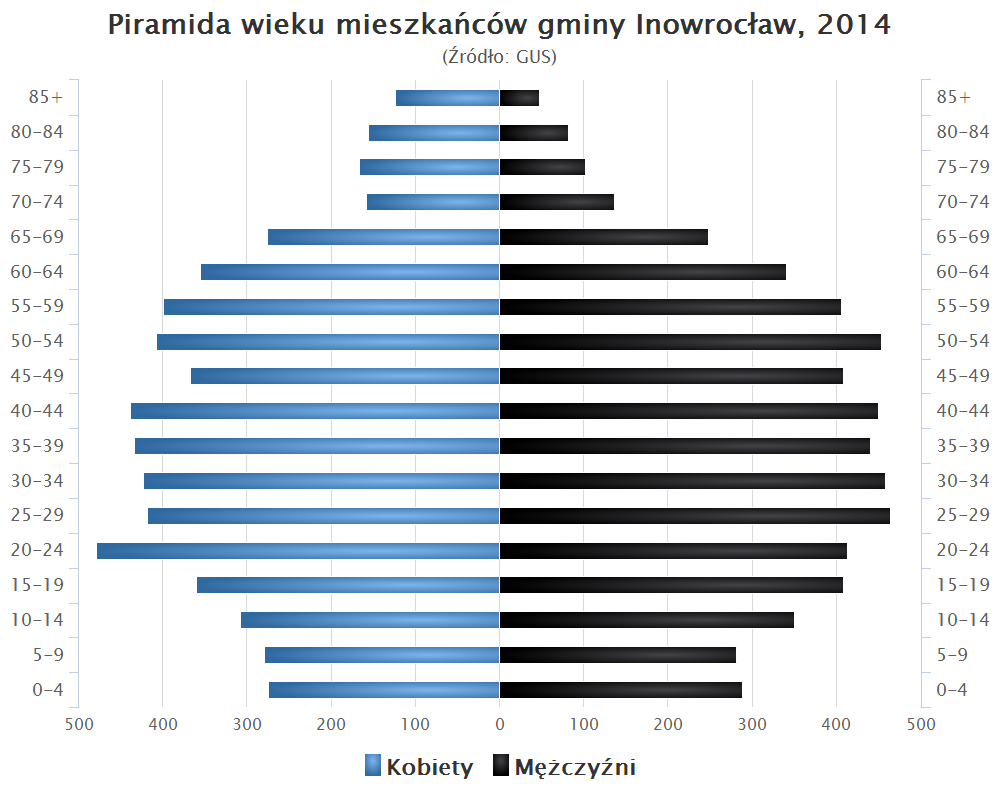
Piramida wieku mieszkańców gminy Inowrocław w 2014 roku

Dane z 30 czerwca 2004:
| Opis                              | Ogółem | Ogółem | Kobiety | Kobiety | Mężczyźni | Mężczyźni |
| --------------------------------- | ------ | ------ | ------- | ------- | --------- | --------- |
| jednostka                         | osób   | %      | osób    | %       | osób      | %         |
| populacja                         | 11 097 | 100    | 5587    | 50,3    | 5510      | 49,7      |
| gęstość zaludnienia (mieszk./km²) | 64,9   | 64,9   | 32,7    | 32,7    | 32,2      | 32,2      |

## Zabytki
Wykaz zarejestrowanych zabytków nieruchomych na terenie gminy:
- zespół dworski z połowy XIX w. w Cieślinie, obejmujący: dwór; park; zabudowania gospodarcze, nr 117/A z 26.04.1984 roku
- zespół dworski z połowy XIX w. w Czystem, obejmujący: dwór z początku XIX w.; park, nr 116/A z 26.04.1984 roku
- zespół dworski w Gnojnie, obejmujący: dwór z początku XX w.; park z XIX w.; 2 budynki gospodarcze z początku XX w., nr 115/A z 26.04.1984 roku
- zespół pałacowy w Kłopocie, obejmujący: pałac z końca XIX w.; park; budynki gospodarcze z drugiej połowy XIX w., nr 112/A z 26.04.1984 roku
- zespół dworski z początku XX w. w Kruśliwcu, obejmujący: dwór; park; budynki gospodarcze, nr 113/A z 26.04.1984 roku
- zespół dworski z połowy XIX w. w Latkowie, obejmujący: dwór; park z początku XIX w., nr 171/A z 15.06.1985 roku
- park dworski z połowy XIX w. w Łąkocin, nr A/206 z 16.03.1987 roku
- zespół dworski z drugiej połowy XIX w. w Łojewie, obejmujący: dwór; park z początku XX; zabudowania gospodarcze z XIX w., nr 165/A z 15.01.1985 roku
- zespół dworski w Marulewach, obejmujący: dwór; park; budynek gospodarczy, nr 111/A z 26.04.1984 roku
- zespół pałacowy z połowy XIX w. w Olszewicach, obejmujący: ruiny pałacu (nr A/231/1 z 28.07.1987); park (nr A/163 z 16.03.1987)
- zespół kościelny parafii pod wezwaniem św. Elżbiety z XVIII w. w Orłowie, obejmujący: kościół ; cmentarz przykościelny, nr A/842/1-2 z 16.09.1998 roku
- zespół dworski w Orłowie, obejmujący: dwór z 1872; park z drugiej połowy XIX w., nr A/182/1-2 z 9.06.2004 roku
- zespół dworski z początku XX w. w Piotrkowicach, obejmujący: dwór, obecnie Dom Pomocy Społecznej; park z drugiej połowy XIX w., nr 106/A z 15.12.1982 roku.

## Sołectwa
Batkowo, Cieślin, Czyste, Gnojno, Góra Kujawska, Jacewo, Jaksice, Kłopot, Komaszyce, Krusza Duchowna-Krusza Zamkowa, Latkowo, Łąkocin, Łojewo, Marcinkowo, Miechowice, Olszewice, Orłowo, Piotrkowice, Pławin, Radłówek, Sikorowo, Sławęcinek, Słońsko, Trzaski, Tupadły, Żalinowo.

## Pozostałe miejscowości
Balczewo, Balin, Borkowo, Dulsk, Dziennice, Jaksiczki, Jaronty, Karczyn-Wieś, Krusza Podlotowa, Kruśliwiec, Marulewy, Mimowola, Oporówek, Ostrowo Krzyckie, Pławinek, Popowice, Sławęcin, Sójkowo, Stefanowo, Strzemkowo, Szarlejskie Huby, Turlejewo, Turzany, Witowy.

## Sąsiednie gminy
Dąbrowa Biskupia, Gniewkowo, Inowrocław (miasto), Janikowo, Kruszwica, Pakość, Rojewo, Strzelno, Złotniki Kujawskie